# Liuk

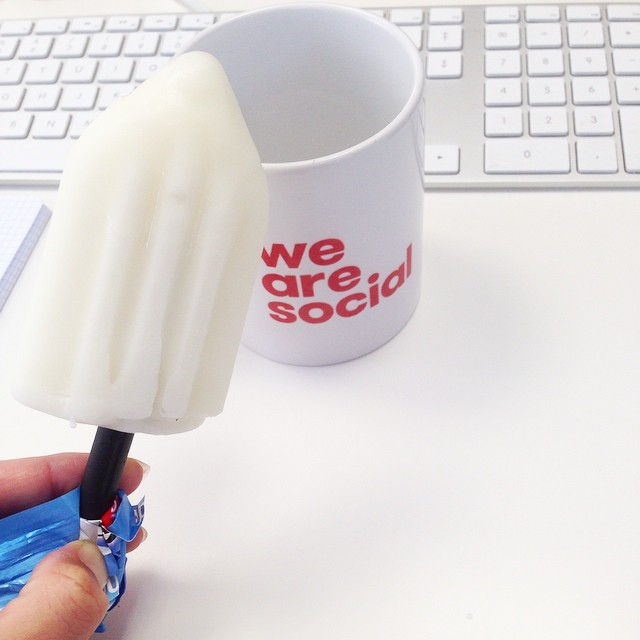
Een Liuk-ijsje

Liuk is een ijsje van Ola. Het is een waterijsje van wit citroenijs. Het ijsje zit op een stokje van laurierdrop, dat kan worden opgegeten als het ijsje is geconsumeerd. 
De ijsjes waren in eerste instantie alleen in Italië te koop, maar kwamen later ook onder andere in Nederland op de markt.

## Ingrediënten
Ingrediënten: water, suiker, citroensap op basis van geconcentreerd sap (9,5%), glucose-fructosestroop, gerehydrateerde magere MELK, TARWEBLOEM, zoethoutextract, kokosolie, melasse, LACTOSE en MELKEIWITTEN, stabilisatoren (johannesbroodpitmeel, taragom), zuurteregelaar (citroenzuur), aroma's.
Per stuk bevat het 105 kCal (= 442 kJ).